# Zbrodnie w Glinie
Zbrodnie w Glinie – masowe morderstwa o znamionach ludobójstwa popełnione przez ustaszy na serbskich mieszkańcach miasta Glina. 
Pojedyncze ataki na Serbów w Glinie miały miejsce od 6 do 11 maja 1941. 11 maja 373 Serbów zostało uprowadzonych z Gliny i zamordowanych w sąsiedniej chorwackiej wsi. Następnego dnia ustasze dokonali kolejnej zbrodni, tym razem na grupie liczącej od 200 do 300 osób narodowości serbskiej. Ofiary zostały zgromadzone w miejscowej prawosławnej cerkwi, gdzie miały dokonać masowej konwersji na katolicyzm, wpisującej się w antyprawosławną i antyserbską politykę władz Niepodległego Państwa Chorwackiego.
Powstałe w 1941 marionetkowe Niepodległe Państwo Chorwackie od początku swojego istnienia prowadziło politykę antyserbską. Celem tworzących jego rząd ustaszy była budowa chorwackiego państwa narodowego. Ludność serbska miała zostać z niego wysiedlona, poddana kroatyzacji lub wymordowana.
W regionie Gliny przypadki zbrodni na Serbach miały miejsce od 6 maja 1941. Ostatecznie w dniach 11-13 maja doszło do wymordowania całej pozostałej jeszcze serbskiej ludności miasta przez ustaszy i ich miejscowych sympatyków. 11 maja 1941 ustasze uprowadzili z domów 373 Serbów w wieku powyżej 16 lat, po czym zamordowali ich w sąsiedniej wsi, zamieszkanej przez Chorwatów. Duża część tych, którzy uniknęli aresztowania ukryła się w okolicznych lasach. Ustasze zaoferowali wtedy amnestię dla każdego Serba, który dobrowolnie przejdzie na rzymski katolicyzm. Wielu Serbów (według różnych źródeł od 250, 700 do 1200 odpowiedziało na ten apel i pojawiło się w cerkwi w Glinie, gdzie miała się odbyć stosowna ceremonia. Przybyli zostali zapędzeni do wnętrza budynku, zamknięci, a następnie wymordowani przy pomocy noży i pałek. Jedyną osobą, która przeżyła, był Ljubo Jadnak, który zdołał wydostać się z masowego grobu, dokąd został wrzucony razem ze zwłokami ofiar. Budynek cerkwi został podpalony i uległ całkowitemu zniszczeniu.
Łącznie we wszystkich atakach na serbską społeczność Gliny zginęły 2394 osoby.